# Lionel Vuibert
Pour les articles homonymes, voir Vuibert.
Lionel Vuibert, né le 31 août 1968 à Villers-Semeuse, est un homme politique français. Il est le fils de Michel Vuibert.
Maire de Faissault depuis 2008, il est élu député lors des élections législatives françaises de 2022 dans la première circonscription des Ardennes. Il est battu lors des élections législatives de 2024. Il est à nouveau candidat pour l'élection législative partielle de la même année, qu'il remporte.

## Famille
Né le 31 août 1968 à Villers-Semeuse, Lionel Vuibert est le fils de Michel Vuibert, qui fut lui-même député des Ardennes entre 1986 et 1988 puis entre 1993 et 1997, conseiller général des Ardennes de 1973 à 2004 dont il fut vice-président, conseiller régional de Champagne-Ardenne de 1982 à 1986 dont il fut également vice-président, maire de Faissault de 1965 à 1989 et maire de Rethel de 1989 à 2005.
Il est également le fils de Noëlle Vuibert, maire de Faissault de 1989 à 2008, date à laquelle il lui succède.

## Études et parcours professionnel
Diplômé de l’école de gestion et de commerce de Charleville-Mézières puis de l'Institut français de gestion (cycle ICG), il fut délégué général de l’UIMM des Ardennes (Union des industries et métiers de la métallurgie) puis, dès 2002, de la région Champagne-Ardenne. Depuis 2024, il est directeur général des pôles formation de l'UIMM Champagne-Ardenne.
Il est notamment à l’origine de la création de Platinium 3D, plateforme technologique et scientifique basée à Charleville-Mézières et destinée à l'obtention de pièces métalliques par les procédés de fabrication additive et a développé le réseau des pôles formation de l’UIMM en Champagne-Ardenne.
Il est également éleveur bovin jusqu'en 2023, année où il cède l'exploitation familiale.
Il est directeur général des pôles formation de l’UIMM Champagne-Ardenne.

## Parcours politique
Il se définit comme "profondément modéré, libéral et pro-européen" et de "centre droit".

### Parcours local
Lionel Vuibert est élu conseiller municipal de Charleville-Mézières en 1995, sur la liste de Philippe Mathot, puis il est réélu pour un mandat en 2001. Il est maire de son village de Faissault (270 habitants) de 2008 jusqu’à son élection aux législatives.
Se présentant en binôme avec Mélanie Lesieur dans le canton de Signy-l’Abbaye, il est élu conseiller départemental en 2021 avec 62 % des voix.

### Parcours à l'Assemblée nationale

#### Premier mandat (2022-2024)
En 2022, il se présente aux élections législatives sous l’étiquette Agir dans la 1re circonscription des Ardennes qu’il remporte avec 50,34 % des suffrages exprimés. Il annonce quitter sa fonction de maire en conséquence.
Il est élu secrétaire de la commission spéciale chargée d’examiner le projet de loi relatif à l'industrie verte, présidée par Bruno Millienne, en 2023.
Il est membre de la commission des Affaires étrangères, président du groupe d'amitié France-Luxembourg et membre du groupe d'étude Ruralité.
Il est candidat à sa réélection lors des élections législatives de 2024 mais il est battu au second tour par le candidat du RN Flavien Termet.

#### Second mandat (depuis décembre 2024)
À la suite de la démission de Flavien Termet, actée le 4 octobre 2024, il annonce le 31 octobre sa candidature en tant qu'indépendant à l'élection législative partielle, qu'il remporte au second tour le 8 décembre 2024 avec 50,9 % des suffrages exprimés, malgré son retard sur Jordan Duflot, du Rassemblement national, au premier tour,. L’abstention s’est élevée à 69 % des inscrits.
Il siège en non-inscrit, est membre de la commission des Affaires étrangères et est vice-président du groupe d'étude sur la Ruralité.

## Détail des fonctions et des mandats
Mandats parlementaires
- 2022 - 2024 : député de la 1re circonscription des Ardennes
- Depuis 2024 : député de la 1re circonscription des Ardennes

Mandats locaux
- 1995 - 2008 : conseiller municipal de Charleville-Mézières[16]
- 2008 - 2022 : maire de Faissault (Champagne-Ardenne, 270 hab.)
- 2020 - 2022 : vice-président de la Communauté de communes des Crêtes Préardennaises chargé du développement économique
- Depuis 2008 : conseiller municipal de Faissault
- Depuis 2021 : conseiller départemental des Ardennes - Canton de Signy-l'Abbaye

## Synthèse des résultats électoraux

### Élections législatives
| Année      | Parti  | Parti      | Circonscription  | 1er tour | 1er tour | 1er tour | 2d tour | 2d tour | Issue |
| Année      | Parti  | Parti      | Circonscription  | Voix     | %        | Rang     | Voix    | %       | Issue |
| ---------- | ------ | ---------- | ---------------- | -------- | -------- | -------- | ------- | ------- | ----- |
| 2022       |        | ENS (Agir) | 1re des Ardennes | 6 602    | 20,47    | 2e       | 18 861  | 50,34   | Élu   |
| 06-07/2024 | 12 157 | ENS (Agir) | 1re des Ardennes | 26,16    | 2e       | 21 458   | 47,01   | Battu   |       |
| 12/2024    |        | SE         | 1re des Ardennes | 5 388    | 25,43    | 2e       | 10 600  | 50,89   | Élu   |

### Élection départementale
| Année | Parti | Parti | Canton         | Binôme          | 1er tour | 1er tour | 1er tour | 2d tour | 2d tour | Issue |
| Année | Parti | Parti | Canton         | Binôme          | Voix     | %        | Rang     | Voix    | %       | Issue |
| ----- | ----- | ----- | -------------- | --------------- | -------- | -------- | -------- | ------- | ------- | ----- |
| 2021  |       | DVD   | Signy-l'Abbaye | Mélanie Lesieur | 2 029    | 49,07    | 1er      | 2 588   | 62,92   | Élu   |